# Перси, Карен
Карен Линн Перси, в замужестве Лоу (англ. Karen Lynne Percy-Lowe, род. 10 октября 1966 года, Эдмонтон) — канадская горнолыжница, призёр Олимпийских игр, чемпионата мира и этапов Кубка мира. Универсал, успешно выступала во всех дисциплинах горнолыжного спорта, но наибольших успехов добилась в скоростном спуске. Жена хоккеиста, бывшего игрока «Эдмонтон Ойлерз» Кевина Лоу.
В Кубке мира Перси дебютировала 11 января 1985 года, в марте 1986 года впервые в карьере попала в тройку лучших на этапе Кубка мира, в скоростном спуске. Всего имеет на своём счету 5 попаданий в тройку лучших на этапах Кубка мира, 2 в комбинации и 3 в скоростном спуске. Лучшим достижением в общем зачёте Кубка мира, является для Перси 9-е место в сезоне 1988/89.
На Олимпийских играх 1988 года в Калгари принимала участие во всех видах горнолыжной программы и завоевала две бронзовые медали, в скоростном спуске и супергиганте, кроме этого остановилась в шаге от пьедестала в комбинации, заняв в ней 4-е место, в слаломе и гигантском слаломе не добралась до финиша в первых попытках.
За свою карьеру участвовала в трёх чемпионатах мира, на чемпионате мира 1989 года завоевала серебро в скоростном спуске.
Завершила спортивную карьеру в 1990 году.